# 塔博·姆贝基
塔博·姆武耶爾瓦·姆貝基（[tʰaɓɔ mbɛːkʼi]，1942年6月18日—），南非政治家，曾於1999年6月16日至2008年9月24日間擔任第2任南非總統。2008年9月20日，在姆貝基的第二任期還有約九個月的時候，他在被非洲人國民大會全國執行委員會召回後，宣布辭任南非總統一職。此前，法官C·R·尼科爾森裁定，姆貝基政府起訴雅各布·祖瑪涉嫌貪污等的行動均屬不當干預國家檢察機關。2009年1月12日，最高上訴法院一致推翻尼科爾森的判決，但辭職仍然生效。

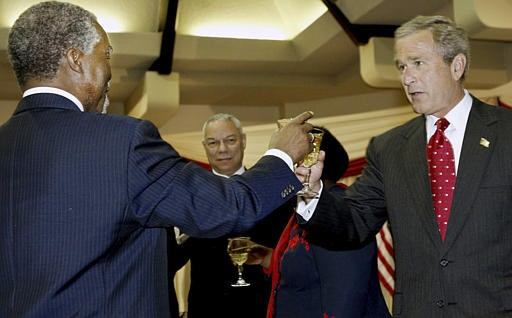
2003年7月9日，姆贝基与美国总统乔治·沃克·布什会面。

他擔任總統期間，南非經濟以平均每年4.5%的速度增長，為經濟的中間部門創造了不少就業機會。隨著救助黑人政策實施，黑人中產階級的規模顯著擴大。黑人中產階級的增長令南非對受過訓練的專業人士的需求增加（專業人士因暴力犯罪所致的移民而減少），但未能解決大部分非熟練人口的失業問題。姆貝基成功吸引非洲大部分的外商直接投資，使南非成為非洲增長的焦點。除此之外，姆貝基亦是非洲發展新夥伴關係的設計者，該計劃目的是為非洲制定一個綜合的社會經濟發展框架。他還成功建立與金磚國家（巴西、俄羅斯、印度以及中國，當時南非尚未加入）之間的經濟橋樑，最終成立了IBSA對話論壇，以“進一步開展政治磋商與協調，加強行業合作及經濟關係”。
姆貝基協助調解了非洲大陸上的部分爭議，包括布隆迪、剛果民主共和國、科特迪瓦以及簽訂和平協議。此外，他還負責主持非洲統一組織至非洲聯盟的過渡。然而，他對津巴布韋的“靜悄悄外交”卻被指是犧牲了數千人的生命，且對津巴布韋的鄰國施加巨大的經濟壓力來延續羅伯特·穆加貝政權的壽命。姆貝基在1999年开始擔任不結盟運動秘書長，并于2003年将该职位交棒给时任马来西亚首相马哈迪·莫哈末。期间他也透過南非在聯合國安全理事會的非常任理事國席位發聲，鼓勵安理會進行改革。
姆貝基在愛滋病問題上的立場遭受廣泛批評。他質疑愛滋病毒與愛滋病之間的關係，又認為非洲貧困與愛滋病發病率間的相互關係是對愛滋病病毒理論的挑戰。衛生部長曼托·沙巴拉拉-姆希曼以及南非製藥行業的改革都沒有幫助到他。據估計，他禁止在公立醫院使用抗反轉錄病毒藥物，造成330,000人至365,000人提早死亡。姆貝基還因指責批評政府的人士具“種族主義傾向”而受到輿論批評。

## 早年生活與教育
姆貝基出生於南非開普省的姆貝烏萊尼，在埃潘妮特與戈文·姆貝基的四個孩子中排名第二。經濟學家摩萊西·姆貝基是他的其中一個弟弟。他的父親是非洲人國民大會及南非共產黨的堅定支持者。姆貝基的母語是科薩語，他的父親戈文借用老朋友塔博·莫夫桑亞納的名字，給他取名為塔博。他的父母既是教師，亦是非國大在農村地區的活動人士，姆貝基形容自己“生於鬥爭之中”。家中的壁爐台上放有卡爾·馬克思的肖像，而牆上則掛著莫罕達斯·甘地的肖像。
姆貝基先後於伊杜蒂瓦及巴特沃斯上小學，並在愛麗絲的勒弗戴爾接受中等教育。1956年，姆贝基在短暂加入托洛茨基主义组织“青年非洲人协会”后加入了非洲人国民大会青年联盟，当时只有14岁的他开始积极参与学生政治活动。1959年，他因參與罷課而被學校開除，被迫在家中繼續學業。同年，他參加了烏姆塔塔聖約翰高中的入學考試。在隨後幾年裡，他在約翰內斯堡完成了A級考試，並以倫敦大學校外學生的身份，獲得經濟學學位。在此期間，政府宣布非國大為非法組織，姆貝基參與了比勒陀利亞－威特沃特斯蘭德地區（今豪登省）的地下活動。他又動員學生支持非國大的呼籲，留在家中，以抗議南非成為共和國。此外，他還擁有薩塞克斯大學的經濟學碩士學位。他是首個在經濟學方面獲得殊榮的南非黑人。
1961年12月，姆貝基當選為非洲學生協會書記。次年，在非國大的指示下，他離開了南非。
在獲得兩個大學學位後，戈文·姆貝基以政治活動家的身份前往東開普省的農村地區。戈文敦促其家人將非國大當作家庭的一份子看待，當中姆貝基是最為遵循該指示的人，他在十四歲時就加入了非國大，且在此後為之奉獻了大半生。

## 婚姻與家庭
16歲時，姆貝基與奧利弗·姆帕赫瓦生了一個兒子，名叫蒙瓦比西·夸恩達。1981年，蒙瓦比西·夸恩達與姆貝基的么弟賈瑪一起失踪，後被找回。
1974年11月23日，姆貝基在英國的法納姆城堡與扎內莉結婚。他們兩人並沒有孩子。

## 流亡與返回

### 開始流亡
在非國大被禁止後，該黨認為讓姆貝基流亡國外更好。1962年，姆貝基與其他非國大黨員偽裝成一支足球隊離開南非。他們先乘坐麵包車前往博茨瓦納，再由那裡飛往坦桑尼亞。在姆貝基陪同下，肯尼思·卡翁達（後來成為首任贊比亞總統）從坦桑尼亞出發前往倫敦。與姆貝基一起的奧利弗·坦博被選為非國大主席，更成為任期最長的一位。之後，姆貝基在沿海城市布萊頓的薩塞克斯大學攻讀經濟學，並且與坦博及優素福·達杜三人一同從事兼職。有一段時間，姆貝基與另外兩個學生邁克·耶茨及德里克·岡比合租了一套公寓。這三人成為了好朋友，在不討論政治及聽音樂的時候，他們經常會去當地的一家酒吧。在這裡，姆貝基對貝托爾特·布萊希特以及威廉·莎士比亞產生了濃厚的興趣，亦非常欣賞威廉·巴特勒·葉芝。此外，他也愛上了藍調音樂。1963年2月，也就是姆貝基入學三個月後，他被選入學生會委員會。到了4月，他簽署支持“和平間諜”，是28位簽署者之一，這份文件披露了英國在發生核攻擊時的民防及政府計劃等機密信息。
1963年7月11日，非國大最高指揮部成員在里沃尼亞的利里斯里夫農場被捕，當中包括戈文·姆貝基。為了將在里沃尼亞被捕的人關押，議會匆匆通過《1963年第37號一般法律修正案》，追溯期至1962年6月27日。7月，姆貝基開始動員國際社會支持反種族隔離的行動。姆貝基對該法案獲通過感到震驚，他在學生會發起譴責南非議會通過法案的動議，又加入抵制南非貨物的行列。他強烈譴責南非政府對政治活動施加的新限制，並將其比喻作納粹德國。1964年4月，姆貝基在聯合國反對種族隔離特別委員會的代表團面前，為他的父親求情，當時戈文被指控策劃反對國家的武裝起義。對於里沃尼亞審判中被控叛國罪的人來說，死刑似乎是肯定的。這是姆貝基第一次從兒子的角度談論他的父親。
10月6日，在里沃尼亞被捕的人士正式被起訴。1964年6月13日，他們被裁定叛國罪成，姆貝基發起從布萊頓到倫敦的遊行。里沃尼亞被捕人士預計將被判處死刑。學生們在晚上遊行至唐寧街10號，並向首相遞交了一份有664名薩塞克斯大學師生簽名的請願書。之後，他們亦在南非駐英國高級專員公署外的特拉法加廣場舉行示威活動。次日，倫敦電視台播放了姆貝基帶領遊行的畫面。這些遊行示威直接使得里沃尼亞被捕人士免遭處死。在接下來的30年裡，姆貝基承擔起號召人們支持反種族隔離鬥爭的任務。1965年5月，姆貝基在薩塞克斯大學獲得經濟學學士的學位。由於父母無法出席畢業典禮，雅德蕾德·坦博及邁克爾·哈梅爾代替他們出席姆貝基的畢業典禮。在倫敦的時候，姆貝基整個夏天都與坦博一家在一起。
完成學士學位後，姆貝基遞交了加入申請，計劃參與民族之矛，但這個想法被坦博否決，並建議姆貝基去讀碩士學位。1965年10月，姆貝基回到薩塞克斯大學，修讀了一年的經濟學與發展學碩士。此時，姆貝基與彼得·勞倫斯及英格拉姆合租了一套位於西爾伍德街3號的公寓。在英格蘭期間，姆貝基支持當時由哈羅德·威爾遜領導的工黨。姆貝基強烈批評新左派對馬克思主義的修正（這種修正主義於1960年代後期席捲歐洲），並且仍對蘇聯抱有好感。當時蘇聯大力支持非國大的地下活動，為他們提供財政與教育支持，以及武器與軍事訓練。1966年5月18日，姆貝基在布萊頓中心廣場的鐘樓組織了一場24小時守夜活動，抗議羅得西亞總理伊恩·史密斯單方面宣告獨立。1966年10月，姆貝基來到倫敦，全職為非國大工作。在此期間，他遇上來自約翰內斯堡亞歷山德拉的社會工作者——扎內莉·德拉米尼，她也在倫敦學習。當時，扎內莉剛剛搬到倫敦。
1966年，姆貝基呼籲奧利弗·坦博允許任何支持非國大的南非學生加入反種族隔離運動的青年與學生分部，不分種族。坦博同意了這請求，青年與學生分部其後成為非國大的首個非種族主義組織。同年，非國大於莫羅戈羅的會議上仍維持將非黑人排除在全國執委會之外的決定。姆貝基忙於處理一些問題，例如抗議提高外國學生的學費、核裁軍，以及與羅得西亞、西班牙、塞浦路斯、伊拉克、伊朗、越南及葡萄牙殖民地人民團結一致，進行反殖民主義鬥爭。

## 外部連結
- "Thabo Mbeki – a man of two faces" （页面存档备份，存于） The Economist magazine profiles Mbeki. pay/member link

| 官衔                                  | 官衔                                                                           | 官衔                                                                      |
| ------------------------------------- | ------------------------------------------------------------------------------ | ------------------------------------------------------------------------- |
| 新頭銜                                | 南非副總統 1994年－1999年 與弗雷德里克·威廉·德克勒克（1994年－1996年）同時在任 | 繼任者： 雅各布·祖瑪                                                      |
| 前任者： 納爾遜·曼德拉                | 南非總統 1999年－2008年                                                        | 繼任者： 卡萊馬·莫特蘭蒂（作為總統） 伊比·馬瑟佩-卡斯伯里（作為代理總統） |
| 外交職務                              |                                                                                |                                                                           |
| 前任者： 納爾遜·曼德拉                | 不結盟運動秘書長 1999年－2003年                                                | 繼任者： 馬哈迪·穆罕默德                                                  |
| 新頭銜 創建於1999年英聯邦政府首腦會議 | 英聯邦輪值主席 1999年－2002年                                                  | 繼任者： 約翰·霍華德                                                      |
| 前任者： 利維·姆瓦納瓦薩              | 非洲聯盟主席 2002年－2003年                                                    | 繼任者： 若阿金·希薩諾                                                    |